# Styrnäs landskommun
Styrnäs landskommun var en tidigare kommun i Västernorrlands län.

## Administrativ historik
Den 1 januari 1863 började kommunalförordningarna gälla och då inrättades cirka 2 500 kommuner (städer, köpingar och landskommuner), tillsammans täckande hela landets yta.
I Styrnäs socken i Ångermanland inrättades då denna kommun. Landskommunen uppgick 1952 i Boteå landskommun. När denna upplöstes 1974 fördes denna del till Kramfors kommun.

## Politik

### Mandatfördelning i Styrnäs landskommun 1938-1946
| 10 | 4 | 6 |

| 20 |

| 2 | 11 | 7 |

| 20 |

| 3 | 11 | 6 |

| 19 |